# ألكسندر كورين
ألكسندر كورين (3 يناير 1994 بغنت في بلجيكا - ) هو لاعب كرة قدم بلجيكي في مركز الدفاع. شارك مع منتخب بلجيكا تحت 19 سنة لكرة القدم. أما مع النوادي، فقد لعب مع كيه في ميخيلين ونادي لوكيرين.

## وصلات خارجية
- ألكسندر كورين على موقع الاتحاد البلجيكي (الإنجليزية)
- ألكسندر كورين على موقع قاعدة بيانات كرة القدم.إي يو (الإنجليزية)
- ألكسندر كورين على موقع Soccerway.com (الإنجليزية)
- ألكسندر كورين على موقع AS.com (الإسبانية)